# Louis Purcell
Louis Purcell (* 24. Oktober 1972) ist ein Ringer aus Amerikanisch-Samoa.
Er nahm 1996 in Atlanta am olympischen Ringerturnier im Freistil teil. In der Gewichtsklasse Halbschwergewicht schied er nach zwei verlorenen Kämpfen in der zweiten Runde aus.